# Kourtamych
Kourtamych (en russe : Куртамыш) est une ville de l'oblast de Kourgan, en Russie, et le centre administratif du raïon de Kourtamych. Sa population s'élevait à 16 906 habitants en 2015.

## Géographie
Kourtamych est arrosée par la rivière Kourtamych et se trouve à 84 km au sud-ouest de Kourgan et à 1 690 km à l'est de Moscou.

## Histoire
Kourtamych a été fondé en 1744 comme forteresse sur la rivière du même nom. En 1762, elle a été nommée Kourtamychskaïa sloboda (Куртамы́шская). Kourtamych accéda au statut de commune urbaine en 1944, puis à celui de ville en 1956.

## Population
Au cours des années 1990, la situation démographique de Kourtamych s'est détériorée. En 2001, le solde naturel accusait un déficit de 7,5 pour mille, avec un taux de natalité de 9,2 pour mille et un taux de mortalité de 16,7 pour mille.
Recensements (*) ou estimations de la population
| 1926* | 1939* | 1959*  | 1970*  | 1979*  | 1989*  |
| ----- | ----- | ------ | ------ | ------ | ------ |
| 5 733 | 8 600 | 12 330 | 16 340 | 17 191 | 19 155 |

| 2002*  | 2010*  | 2012   | 2013   | 2014   | 2015   |
| ------ | ------ | ------ | ------ | ------ | ------ |
| 18 154 | 17 099 | 17 112 | 16 951 | 16 925 | 16 906 |